# 北瓜兰唐
北瓜兰唐是巴西马托格罗索州的一个市镇。总面积4713.043平方公里，总人口30920人，人口密度6.6人/平方公里。